# Алту-Парагуай (мікрорегіон)

Алту-Парагуай на карті штату Мату-Гросу

Алту-Парагуай (порт. Microrregião do Alto Paraguai) — мікрорегіон у Бразилії, входить до штату Мату-Гросу. Складова частина мезорегіону Південно-центральна частина штату Мату-Гросу. Населення становить 26 084 чоловік на 2006 рік. Займає площу 6930,294 км². Густота населення — 3,8 чол./км².

## Склад мікрорегіону
До складу мікрорегіону включені такі муніципалітети:
1. Алту-Парагуай
2. Аренаполіс
3. Нортеландія
4. Нова-Маріландія
5. Санту-Афонсу

| Бразилія | Це незавершена стаття з географії Бразилії. Ви можете допомогти проєкту, виправивши або дописавши її. |